# Vincenzo La Russa
Vincenzo La Russa (Paternò, 10 luglio 1938 – Milano, 21 novembre 2021) è stato un avvocato italiano.

## Biografia
Nato a Paternò (Catania), figlio primogenito di Antonino La Russa, segretario politico del Partito Nazionale Fascista di Paternò negli anni '40 e, nel dopoguerra, deputato e senatore del Movimento Sociale Italiano, e Maria Concetta Oliveri, proveniente da una facoltosa famiglia paternese. I suoi fratello minori erano Ignazio Benito Maria La Russa e Romano Maria La Russa, entrambi attivi in politica. Conseguita la maturità al liceo classico di Paternò nel 1957, poco dopo si trasferisce a Milano al seguito della famiglia. Nel capoluogo lombardo frequenta l'Università Cattolica del Sacro Cuore, dove consegue la laurea in giurisprudenza con una tesi di diritto costituzionale. Ha intrapreso la carriera di avvocato civilista e amministrativista; era iscritto all'albo dei giornalisti (in qualità di pubblicista) e a quello dei revisori contabili.
Coniugato e padre di due figli, è deceduto a Milano nel 2021 all'età di 83 anni.

## Attività politica
La Russa, diversamente dal padre e dai fratelli, militanti nel Movimento Sociale Italiano, aderisce alla Democrazia Cristiana, di cui è stato consigliere provinciale di Milano dal 1975 al 1980. Per la sua militanza nel partito dello scudo crociato, è stato sempre considerato la "pecora bianca" della famiglia.
Nel 1981 divenne senatore nel collegio di Rho (Milano) nella VIII Legislatura, in sostituzione del dimissionario Ferdinando Truzzi. Nel 1983, viene eletto deputato nella IX legislatura nel collegio di Milano-Pavia, sempre per la DC.
Dal 1988 al 1993 è consigliere comunale di Milano.
A seguito dello scioglimento della Democrazia Cristiana, nel 1994 aderisce al Centro Cristiano Democratico, con cui viene rieletto quell'anno in Senato nel collegio di Caltagirone-Paternò, e ricopre il ruolo di vice capogruppo CCD al Senato. Sempre nel 1994, il Senato lo designa membro dell'assemblea parlamentare del Consiglio d'Europa di Strasburgo (di cui diventa vicepresidente) e dell'assemblea parlamentare dell'UEO (Unione Europea Occidentale) di Parigi. Resta a Palazzo Madama fino al 1996.
In una puntata di Report dell'ottobre 2023 Michele Riccio, ex colonnello della DIA, ha raccontato di aver consegnato un rapporto al generale Mario Mori contenente le confidenze che gli aveva fatto il boss infiltrato Luigi Ilardo: Nino La Russa e suo figlio Ignazio venivano menzionati nell'elenco dei politici a cui Cosa nostra avrebbe promesso di dare appoggio alle elezioni politiche del 1994. A candidarsi nel collegio orientale comprendente Paternò fu però l'altro figlio Vincenzo con il Centro Cristiano Democratico risultando eletto, mentre Ignazio veniva eletto deputato nelle liste proporzionali in Lombardia. I La Russa non verranno però mai indagati sulla base delle dichiarazioni di Ilardo, che verrà ucciso nel 1996. Ignazio La Russa ha minacciato di querelare il programma televisivo.

## Altre attività
Tra gli anni '80 e 2000 La Russa ha ricoperto gli incarichi di presidente del collegio sindacale di Innovazione Italia S.p.A, vicepresidente della SAI Agricola S.p.A, consigliere di MM e presidente dell'Istituto Italo-Cinese.

## Opere
- Franco Verga, uno scandalo cristiano, Milano, Cavallotti (1981)
- Il ministro Scelba, Soveria Mannelli, Rubbettino (2002)
- Amintore Fanfani, Soveria Mannelli, Rubbettino (2006)
- Giorgio Almirante. Da Mussolini a Fini, Milano, Mursia (2009)